# Алікберов Віталій Мурсалович
Алікберов Віталій Мурсалович (нар. 2 вересня 1944, с. Цапівка, Вінницька область — 24 травня 2014, Одеса) — художник-живописець, педагог, поет; член Спілки радянських художників України з 1988 року. Лауреат премії імені Вернадського, заслужений художник України з 2007 року.

## Біографія
У 1976 році закінчив Одеське художнє училище імені М. Б. Грекова. У 1984 році закінчив факультет живопису Київського державного художнього інституту (в якому навчався з 1979 року). Його педагогами були О. Будников, В. Забашта, Т. Голембієвська і В. Пузирков. З 1984 року — викладає в Одеському художньому училищі. Він навчав багатьох відомих скульпторів (серед них — Богдан Мазур, Роман Албул, Ігор Пономарьов, та інші) та художників (таких як Юрій Матвієнко, Надія Фомічова й Олексій Сусол).

## Творча діяльність

### Художник
Виставкову діяльність Віталій Мурсалович почав у 1984 році. З 1994 року розпочала свою діяльність російсько-українська культурно-просвітницька програма «Живопис Віталія Алікберова». Твори Віталія Алікберова можна побачити як в державних, так і в приватних колекціях сімнадцяти країн світу, зокрема в колекціях Президента України Віктора Ющенко, президента Росії Бориса Єльцина, Президента США Білла Клінтона, президента Молдови Петра Лучинського, митрополита Київського і всієї України Володимира і патріарха Московського і всієї Русі Алексія II. Основними творами художника є «Біля джерела» (1984), «Матері» (1988), «Колодязь» (1996) і «Моя Вінниччина» (2001). Марина Некрасова із «Одеського вісника» наступним чином охарактеризувала творчість Алікберова:
| Ліві лапки | Неповторність творчого почерку майстра визначають ефектний живопис, яскрава емоційність і максимальна щирість. Сьогодні, коли прагнення висунути в своїх роботах серйозну філософську ідею властиво небагатьом художникам, Віталій Алікберов намагається зберегти в картинах і донести до глядача чітку ясність світогляду, точність внутрішніх естетичних ідеалів. Майстер прагне не просто створювати красивий живопис, а вирішувати досить серйозні людські завдання, тим самим, можливо, допомагаючи глядачеві по-новому поглянути на цей світ, на своє місце в ньому | Праві лапки |

Мистецтвознавець Ганна Гутник назвала Алікберова «східним мудрецем, який сидить на своїй горі і спокійно виконує свою справу. При цьому він нікому нічого не доводить, але внутрішньо впевнений, що все робить правильно. Він пропустив через себе як реалістичні, так і сюрреалістичні тенденції в живописі, і виробив свій неповторний стиль»..
Праці Алікберова експонувалися в Москві, Санкт-Петербурзі, Харкові, Києві й Одесі.

### Педагог
У 2009 році Віталій Алікберов відзначив 25-річчя своєї педагогічної діяльності (в честь чого він відкрив виставку у Музеї західного і східного мистецтва під назвою «Майстер і його учні»). Алікберов вважає, що хороший учитель — той, який не заважає працювати учневі, а поганий — який каже, як потрібно виконувати роботу. Бо навчити стати художником — не можна. Можна лише не заважати учневі розвивати свій талант. Також він говорить, що не існує поганих студентів. Просто є люди, які не знають, навіщо вони прийшли вчитися. Часто у своїх інтерв'ю Алікберов повторює: «Я хочу виховати вільних людей, які не залежать від чужої думки, похвал або критики інших».
Про Віталія Мурсаловича часто відгукуються мистецтвознавці і його учні. Ось як висловився про свого учителя скульптор і Народний Художник України Богдан Мазур:
| Ліві лапки | Алікберов – мій улюблений вчитель. Він багато значить у моїй долі. Прекрасна людина і чудовий художник. Я дуже йому вдячний. Він може просто пояснити найскладніші поняття. «Подивіться і зрозумійте! - говорив він. - І працюйте з ранку до вечора». Настільки м'яко й оригінально він все показував! Мені не завжди вдається образно пояснювати. Якщо ти помилився сьогодні – виправиш завтра. Якщо треба зробити – бери і роби. Якщо робиш помилку - можеш виправити, боїшся помилятися – не виправиш помилку. Тільки так будеш зростати. Зростати! | Праві лапки |

Розповів про Алікберова і директор дитячої художньої школи імені К. Костанді Валерій Токарьов:
| Ліві лапки | Віталій Алікберов – великий учитель, великий педагог. Багато хто не знає – він людина дуже скромна – про те, що років 25 тому у Вашингтоні Віталій Мурсалович з величезною перевагою переміг на всесвітньому конкурсі на місце викладача Американської академії мистецтв. Але працювати в США не залишився – повернувся в рідну Грековку, до своїх студентів. Тут він виховав плеяду чудових художників. У Москві та Петербурзі ходять легенди про його педагогічний дар – ніхто так класно не викладає анатомію, не володіє рисунком, причому рисунки його не тільки високохудожні, але і конструктивні. Віталій Алікберов навчає інтелектуальної чесності та відкритості творчості - тому, чому навчити під силу лише геніальному педагогу. Майстер вміє розкривати чужі творчі індивідуальності, знаходить в собі достатньо толерантності, терпимості і доброзичливості для того, щоб побачити і підтримати талант в інших. А бути художником і педагогом одночасно – неймовірно важко. Адже це дуже великий талант і рідкісний дар – сприяти народженню майстра. | Праві лапки |

### Поет
Ось деякі вірші Алікберова:
| Все знайоме навкруг І поля і левади, Десь тут школа, ставок І старі перелази Ніби тисячі літ Ніби тисячі зим Як осипався цвіт І прощаюсь з ним Свою землю, свій край Обмережив стежками Слід долоні впізнай Торкаюсь руками |

| Все відійшло І над згорілим полем, Що пам'яттю зоветься Є село Я журавель Моє гніздо згоріло Чи є кому до нього діло Чужих земель І вже давно не видно краю Биків не бачу, ні … Одні горби За ними що? Ніхто не знає Спитай в засохлої верби … |

| куди ти йдеш, старенька мамо і що несеш важке в цьому мішку невже привезли нові ярма і знову горе, знову найми і знову бідність, нема ні радості, ні сміху невже забули те, що було за людську людяність любов |

## Це цікаво
- Учень Віталія Мурсаловича Ігор Пономарьов розповів, що під час навчання Алікберов разом з ним та з іншими студентами малював на двометрових листках паперу. Сам учитель пояснював це тим, що на маленькому рисунку маленьку помилку погано видно, а на великому — краще, тому її легше виправити.[7]
- На езамені Віталій Алікберов нижче трійки студентам не ставить, тому що, з його слів, «для когось рисунок — це спеціальність, а для когось — це загальноосвітній предмет. Навіщо мені їх пригнічувати? Просто ставлю „три“».
- Алікберов вважає, що людині, якій є що сказати, слід вчитися це виражати. А людина, котра не має що сказати, починає займатися не творчістю, а винахідництвом.
- На думку Віталія Мурсаловича, щоб людині залишитись людиною, слід відкинути 90 % того, що вона має. А щоб людство прожило на Землі, йому треба відкинути 99 % речей (щоб залишились у нього повітря, вода, їжа та одяг).
- У Алікберова з його студентами є така теза: «Якщо ти в 16-18 років нещасливий, то уже не будеш щасливим».[11]